# ویلیام اوکلی

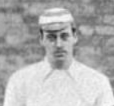
ویلیام اوکلی - ۱۸۹۴

ویلیام اوکلی (به انگلیسی: William Oakley) بازیکن فوتبال زادهٔ ۲۷ آوریل ۱۸۷۳ اهل کشور انگلستان بود که سابقهٔ بازی در تیم ملی فوتبال انگلستان را در کارنامهٔ خود دارد. وی در تاریخ ۱۸ مارس ۱۸۹۵ نخستین بازی ملی خود را در مقابل تیم ملی فوتبال ولز انجام داد و با حضور در ۱۶ بازی ملی، در تاریخ ۳۰ مارس ۱۹۰۱ واپسین بازی ملی‌اش را در برابر تیم ملی فوتبال اسکاتلند برگزار کرد.